# 明山站
明山站（：／ Myeongsan yeok */?）曾为韩国铁路湖南线上的一个车站，位于全罗南道务安郡梦滩面明山里，已于2001年废止。

## 历史
- 1934年2月11日，落成使用。
- 2001年12月5日，停止使用。